# Campo escalar

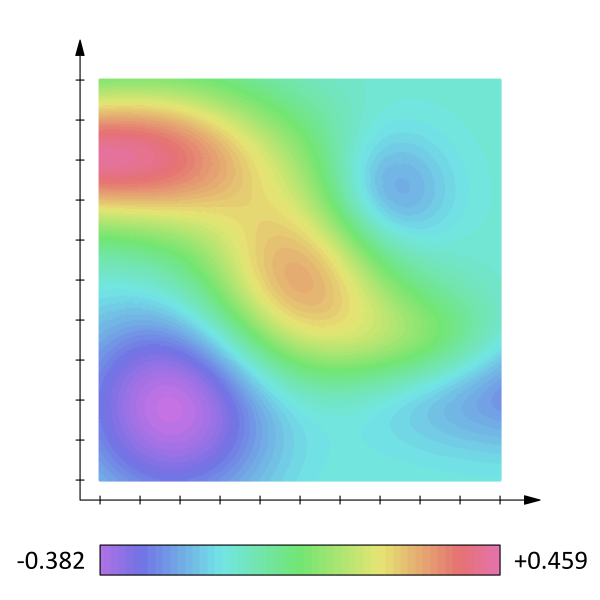
Esquema abstracto de un campo escalar.

En matemáticas y física, un campo escalar representa la distribución espacial de una magnitud escalar, asociando un valor a cada punto del espacio. En matemáticas, el valor es un número; en física, una magnitud física. Los campos escalares se usan en física, por ejemplo, para indicar la distribución de la temperatura o la presión de un gas en el espacio.

## Definición
Matemáticamente, un campo escalar en una región {\displaystyle U\subset \mathbb {R} ^{n}} es una función
{\displaystyle f:U\to \mathbb {R} }
en la que a cada punto {\displaystyle \mathbf {x} \in U}, se le asigna un número o escalar {\displaystyle f(\mathbf {x} )}. 
Esta función también es conocida como función de punto o simplemente función escalar.

## Campos escalares en física
En mecánica de fluidos la presión puede ser tratada como un campo escalar.  La distribución de temperatura sobre un cuerpo es otro campo escalar. Todos estos campos son clasificados como campos escalares por motivo de la descripción matemática necesaria. Una construcción que caracteriza los campos escalares son las superficies equipotenciales que son los conjuntos de puntos sobre los cuales la función toma un mismo valor.
En física relativista, un campo escalar es aquel para el cual la ley de transformación entre los valores medidos por dos observadores diferentes satisfacen una relación tensorial de invariancia. En ese sentido el potencial eléctrico que en electromagnetismo clásico se trata como un escalar, en mecánica relativista no es un escalar sino la componente temporal de un cuadrivector potencial que generaliza el potencial vectorial clásico.
En física cuántica, se usa el término "campo escalar" de una forma más restringida, se aplica a describir el campo asociado a partículas de espín nulo (p.ej. los piones).

## Campos escalares en geometría diferencial
Dada una variedad diferenciable {\displaystyle {\mathcal {M}}} y dado un atlas de la misma:

{\displaystyle \{(U_{\alpha },\phi _{\alpha })|\quad U_{\alpha }\subset {\mathcal {M}},\ \phi _{\alpha }:U_{\alpha }\to \mathbb {R} ^{n}\}}

Un campo escalar diferenciable, {\displaystyle \Psi :{\mathcal {M}}\to R} es cualquier función tal que:

{\displaystyle \forall \alpha ,\quad (\Psi \circ \phi _{\alpha }^{-1}):\phi _{\alpha }(U_{\alpha })\subset \mathbb {R} ^{n}\to \mathbb {R} }

Es campo escalar diferenciable en {\displaystyle \mathbb {R} ^{n}}.